# Олімпя (Великопольське воєводство)
Олімпя (пол. Olimpia) — село в Польщі, у гміні Брудзев Турецького повіту Великопольського воєводства.
Населення — 83 особи (2011).
У 1975-1998 роках село належало до Конінського воєводства.

## Демографія
Демографічна структура станом на 31 березня 2011 року:
|          | Загалом | Допрацездатний вік | Працездатний вік | Постпрацездатний вік |
| -------- | ------- | ------------------ | ---------------- | -------------------- |
| Чоловіки | 41      | 9                  | 26               | 6                    |
| Жінки    | 42      | 10                 | 25               | 7                    |
| Разом    | 83      | 19                 | 51               | 13                   |